# سیارک ۵۵۲
سیارک ۵۵۲ (به انگلیسی: 552 Sigelinde، نامگذاری:1904PO) پانصد و پنجاه و دومین سیارک کشف شده‌است که در ۱۴ دسامبر ۱۹۰۴ و در هایدلبرگ کشف شد.
قدر مطلق سیارک برابر ۹٫۴۰ است.